# Mother’s Daughter
Mother’s Daughter – utwór amerykańskiej piosenkarki Miley Cyrus wydany 11 czerwca 2019 roku przez wytwórnię RCA Records jako główny singel promujący jej drugi minialbum, She Is Coming (2019). Produkcją nagrania zajął się Andrew Wyatt, odpowiedzialny też za autorstwo tekstu wraz z fińską piosenkarką Almą, a także samą Cyrus. Teledysk do utworu zdobył dwie nagrody MTV Video Music Awards, a remiks stworzony przez Wukiego uzyskał nominację do Nagrody Grammy.

## Kompozycja
"Mother’s Daugher” jest kompozycją uznawaną za hymn uwłasnowolnienia kobiet, skupiającą się szczególnie na relacjach pomiędzy matką a córką, natomiast w jej refrenie piosenkarka śpiewa o prawach dotyczących swojej wolności.

## Przyjęcie komercyjne
Po wydaniu She Is Coming, „Mother’s Daughter” objęło miejsce 54 na liście Billboard Hot 100. Był to do chwili obecnej jej najwyższy debiut od czasu utworu „Adore You”, który zadebiutował na miejscu 42 po wypuszczeniu na rynek swojego czwartego albumu studyjnego, Bangerz (2013).
„Mother’s Daughter” dotarł w Polsce do 20 miejsca notowania AirPlay – Top oraz uzyskał status potrójnie platynowej płyty.

## Teledysk
Wideoklip do singla miał swoją premierę w poniedziałek, 2 lipca 2019 roku na oficjalnych kanałach Cyrus w serwisach Vevo i YouTube. Zawiera on ujęcia kilkudziesięciu kobiet, w tym mających nadwagę czy zaburzenia psychiczne lub fizyczne deformacje oraz różne orientacje seksualne.

## Występy na żywo
Cyrus wystąpiła po raz pierwszy z singlem 25 maja 2019 roku podczas BBC Radio 1's Big Weekend w Middlesbrough w North Yorkshire, prezentując także dwa nowe utwory, którymi były „Cattitude” i „D.R.E.A.M.”. Artystka wykonała nagranie także 31 maja na Primavera Sound w Barcelonie w Hiszpanii, drugim dniu dwunastej edycji Orange Warsaw Festival, odbywającym się na torze wyścigów konnych Służewiec w Warszawie, 28 czerwca na festiwalu Tinderbox w Odense w Danii, a także 30 czerwca w trakcie trzydziestej szóstej edycji Glastonbury Festival w Pilton w Somerset.

## Notowania i certyfikaty
| Lista przebojów (2019)                 | Najwyższa pozycja |
| -------------------------------------- | ----------------- |
| Australia (Top 50 Singles)             | 21                |
| Austria (Ö3 Austria Top 40)            | 49                |
| Belgia (Ultratop 50 Singles, Flandria) | 9                 |
| Belgia (Ultratop 50 Singles, Walonia)  | 38                |
| Czechy (Singles Digitál Top 100)       | 10                |
| Francja (Top Singles & Titres)         | 177               |
| Hiszpania (PROMUSICAE)                 | 81                |
| Holandia (Single Top 100)              | 100               |
| Irlandia (Singles Chart)               | 22                |
| Kanada (Billboard Canadian Hot 100)    | 31                |
| Łotwa (Latvijas Top 40)                | 4                 |
| Niemcy (Media Control Charts)          | 75                |
| Nowa Zelandia (Recorded Music NZ)      | 21                |
| Polska (AirPlay – Top)                 | 20                |
| Rumunia (Airplay 100)                  | 55                |
| Słowacja (Singles Digitál Top 100)     | 10                |
| Stany Zjednoczone (Hot 100)            | 54                |
| Szkocja (Official Charts Company)      | 14                |
| Szwajcaria (Singles Top 100)           | 48                |
| Szwecja (Sverigetopplistan)            | 76                |
| Węgry (Single (track) Top 40 lista)    | 10                |
| Wielka Brytania (UK Singles Chart)     | 29                |
| Włochy (FIMI)                          | 86                |

| Kraj                         | Certyfikat         | Sprzedaż |
| ---------------------------- | ------------------ | -------- |
| Australia (ARIA)             | Złota płyta        | 35 000+  |
| Brazylia (Pro-Música Brasil) | 2x Platynowa płyta | 80 000+  |
| Kanada (MC)                  | Platynowa płyta    | 80 000+  |
| Polska (ZPAV)                | 3x platynowa płyta | 60 000+  |
| Wielka Brytania (BPI)        | Srebrna płyta      | 200 000+ |

## Historia wydania
| Region            | Data            | Format                 | Wytwórnia   | Ref.   |
| ----------------- | --------------- | ---------------------- | ----------- | ------ |
| Włochy            | 7 czerwca 2019  | contemporary hit radio | RCA Records | [ 36 ] |
| Stany Zjednoczone | 11 czerwca 2019 | contemporary hit radio | RCA Records | [ 37 ] |